# First Cow
Pour plus de détails, voir Fiche technique et Distribution.
First Cow est un western américain réalisé par Kelly Reichardt, sorti en 2019. C'est l'adaptation du roman The Half-Life de Jonathan Raymond.
Le film se déroule au début du XIXe siècle. L'amitié de deux jeunes aventuriers en Orégon et leur tentative de sortir de leur condition précaire en développant un petit commerce de pâtisseries dans le fort où ils se sont installés.
Il est présenté au festival du film de Telluride en 2019 et sélectionné en compétition officielle à la Berlinale 2020. Le film est également sélectionné au festival du cinéma américain de Deauville 2020, où il y remporte le prix du jury.

## Synopsis
De nos jours, une femme se promène avec son chien en lisière de forêt, au bord d'un grand fleuve sur lequel passent de lourds bateaux. Elle découvre deux squelettes humains enterrés côte à côte à faible profondeur.
Oregon, 1820 : dans un territoire peuplé d'Indiens, de trappeurs et de divers aventuriers, Otis Figowitz, dit « Cookie », tente de survivre grâce à ses talents de cuisinier et à sa débrouillardise. Il rencontre King-Lu, un Chinois en quête de fortune, qui fuit des Russes après une altercation. Cookie le cache et une grande amitié naît entre les deux hommes qui s'installent à proximité du fort.
Au fort, le Facteur Chef local fait venir, pour sa consommation personnelle de lait, une vache, la première du territoire. Cookie et King Lu décident d'aller la traire clandestinement la nuit, et Cookie confectionne avec ce lait de délicieux gâteaux. Vendus au marché, ces gâteaux font fureur dans un monde où les douceurs sont rares, et le duo commence à accumuler un magot qui pourrait leur permettre de réaliser leur rêve d'ouvrir un hôtel à San Francisco.
La réputation des gâteaux de Cookie parvient jusqu'aux oreilles du Facteur Chef, qui vient leur en acheter un. Conquis, il demande à Cookie de confectionner un clafoutis pour une petite réception qu'il doit donner bientôt à un officier. Cookie en confectionne un avec des myrtilles, qu'il apporte à la maison du Facteur Chef en compagnie de King Lu.
Le Facteur Chef parle alors de sa vache, qui, étonnamment, lui donne très peu de lait. Il mène ses invités jusqu'à sa vache, qui, de toute évidence, reconnaît Cookie. Après cet incident, Cookie estime plus prudent d'arrêter les traites clandestines, mais King Lu le convainc d'en faire une dernière pour arrondir leur capital avant de partir.
Lors de la traite, l'un des domestiques du Facteur Chef sort de la maison récupérer le chat. La branche de l'arbre sur laquelle King Lu s'est installé pour faire le guet casse, et le bruit alerte le domestique. Cookie et King Lu se sauvent, et le Facteur Chef comprend alors qu'ils lui volaient son lait. Ses domestiques, ses invités et lui se lancent alors à la poursuite des deux acolytes. Pendant sa fuite, Cookie tombe dans les bois et se blesse grièvement à la tête. Il est recueilli inconscient par un couple d'Indiens, qui le soigne.
Cookie finit par retourner à la cabane qu'il partageait avec King Lu. Celle-ci a été saccagée par les hommes du Facteur Chef. Cookie y retrouve King Lu qui a récupéré leur magot. Les deux amis se mettent en route afin de quitter la région. Ils ne savent pas qu'ils sont suivis par un domestique du Facteur Chef, armé d'un fusil. Cookie souffre de sa blessure et a du mal à suivre King Lu. Épuisé, il finit par s'allonger par terre, et King Lu s'allonge près de lui pour lui laisser le temps de récupérer.

## Fiche technique
- Titre original et français : First Cow
- Réalisation : Kelly Reichardt
- Scénario : Kelly Reichardt d'après le roman The Half-Life de Jonathan Raymond
- Direction artistique : Lisa Ward
- Décors : Vanessa Knoll
- Costumes : April Napier
- Photographie : Christopher Blauvelt (en)
- Musique : William Tyler
- Pays de production :  États-Unis
- Langue de tournage : anglais
- Format : couleur — 1,37:1 — Dolby Digital
- Genre : western, drame
- Durée : 121 minutes
- Dates de sortie[1] :
  - États-Unis : 30 août 2019 (festival du film de Telluride) ; 6 mars 2020 (sortie limitée)
  - France : 7 septembre 2020 (Festival du cinéma américain de Deauville) ; 20 octobre 2021 (sortie nationale)
  - Suisse romande[2] : 9 juin 2021
  - Belgique[3] : 28 juillet 2021

## Distribution
- John Magaro : Otis « Cookie » Figowitz
- Orion Lee : King Lu
- René Auberjonois : l'homme au corbeau
- Toby Jones : Facteur Chef
- Ewen Bremner : Lloyd
- Scott Shepherd : le capitaine
- Gary Farmer : Totillicum
- Lily Gladstone : la femme du Facteur Chef
- Alia Shawkat : la femme avec le chien
- Dylan Smith : Jack
- Clayton Nemrow : Clyde

## Production
Il est annoncé en octobre 2018 que Kelly Reichardt réalisera le film, basé sur un scénario coécrit avec Jonathan Raymond, auteur de la nouvelle à l'origine dudit scénario. Neil Kopp, Vincent Savino, Anish Savjani, Scott Rudin et Eli Bush produisent le film via les sociétés de production FilmScience et Scott Rudin Productions, tandis que A24 distribue le long métrage.

Le tournage commence en novembre 2018 dans l'Oregon. Reichardt dédie le film à Peter Hutton, avec qui elle a enseigné au Bard College. 

## Accueil

### Accueil critique
Sur le site Rotten Tomatoes, le film obtient un score de 96 %, basé sur 208 critiques.

## Distinctions

### Récompense
- Festival du cinéma américain de Deauville 2020 : prix du jury[8].

### Nomination
- César 2022 : Meilleur film étranger

### Sélection
- Berlinale 2020 : sélection officielle, en compétition